# Areas (Antas de Ulla)
Areas (llamada oficialmente Santa Cristina de Areas) es una parroquia española del municipio de Antas de Ulla, en la provincia de Lugo, Galicia.

## Organización territorial
La parroquia está formada por cinco entidades de población, constando cuatro de ellas en el nomenclátor del Instituto Nacional de Estadística español:
- A Somoza
- Castro
- O Outeiro
- O Río[4] (Río)
- Santa Cristina

## Demografía
| Gráfica de evolución demográfica de Areas entre 2000 y 2019 |
|                                                             |
| Datos según el nomenclátor publicado por el INE.            |